# Cyclohexin
Cyclohexin ist eine organische Verbindung aus der Gruppe der Cycloalkine.

## Herstellung
Freies Cyclohexin wurde durch Flash-Vakuum-Pyrolyse von 4-Cyclopentyliden-3-methyl-5(4H)-isoxazolon hergestellt. Dieses bildet unter Abspaltung von Acetonitril und Kohlenstoffdioxid zunächst ein Carben mit einem Cyclopentan-Ring, welches unter Ringerweiterung Cyclohexin bildet. Das Produkt wurde auf bei 77 K (−196 °C) auf einer Kaliumbromid-Scheibe aufgefangen und mittels IR-Spektroskopie analysiert.
Cyclohexin für Cycloadditions-Reaktionen kann in situ aus 2-Trimethylsilylcyclohexen-1-yltriflat hergestellt werden, das mit Caesiumfluorid umgesetzt wird. Eine andere Möglichkeit ist die Eliminierung aus Cyclohexenylphenyliodoniumtetrafluoroborat, beispielsweise mit Kalium-tert-butanolat.

## Eigenschaften und Reaktionen
Beim Erwärmen zersetzt sich Cyclohexin zwischen −110 °C und −100 °C. Unter anderem wird durch Trimerisierung Dodecahydrotriphenylen gebildet. Das hochreaktive Cylcohexin kann mit diversen Verbindungen in Cycloadditionen abgefangen werden. Dazu gehören unter anderem Benzylazid, Ethyldiazoacetat und Trimethylsilyldiazomethan.
In situ aus Cyclohexenylphenyliodoniumtetrafluoroborat hergestelltes Cyclohexin wurde in  Synthesen von Naturstoffen verwendet, zum Beispiel von Sandresolid A.

## Cyclohexin als Komplexligand
Die Bildung von Metallkomplexen stabilisiert Cyclohexin. Ein Platinkomplex von Cyclohexin kann durch Eliminierung aus 1-Bromcyclohexen mit Lithiumdiisopropylamid in Gegenwart von Tris(triphenylphosphin)platin(0) hergestellt werden. Eine alternative Synthesemethode ist die Reduktion von 1,2-Dibromcyclohexen mit Natriumamalgam in Gegenwart von Tris(triphenylphosphin)platin(0). Ein solcher Komplex kann auch Abfangen mit Tris(triphenylphosphin)platin(0) hergestellt werden, wenn  Cyclohexenylphenyliodoniumtetrafluoroborat als Edukt für Cyclohexin verwendet wird.
Ein anderer Komplex, in diesem Fall mit Zirconium, kann ausgehend von Methylzirconocenchlorid hergestellt werden, indem dieses zunächst mit Cyclohexenyllithium und dann mit Trimethylphosphin umgesetzt wird.